# Pomo (popolazione)

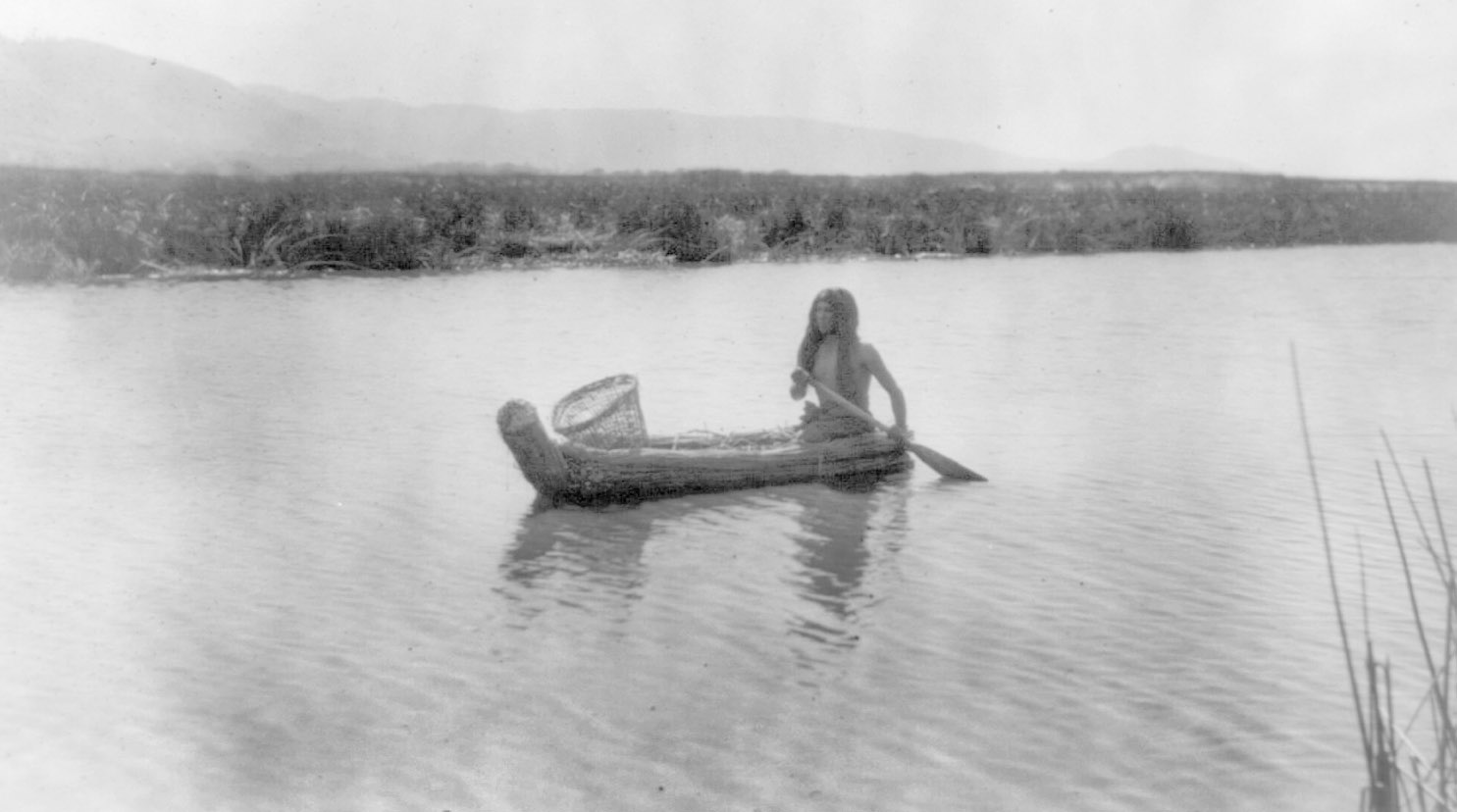
Imbarcazione tipica dei Pomo

I Pomi sono una popolazione di Nativi americani del nord della California.
Nel 1990, essi erano rimasti in circa 4900 individui.

## Storia
All'inizio erano la lingua, la localizzazione geografica e altri elementi culturali che caratterizzavano i Pomo sebbene essi, socialmente e politicamente non formassero una tribù unita.
I Pomo vivevano in piccole comunità collegate fra di loro in base alla localizzazione geografica, alla discendenza e ai matrimoni, queste tribù si riunivano in occasione della pesca, della caccia e dell'agricoltura.
Essi si insediarono nella zona costale del Pacifico, a nord di San Francisco tra Cleone e Duncan's Point, e verso l'interno a Clear Lake.
Un gruppo separato, i Pomo del nord-est, viveva presso Stonyford.

## Etimologia
Il nome Pomo deriva da un suffisso -pomo o -poma che era attaccato al nome dei villaggi e dei grandi gruppi locali, il cui significato è ancora sconosciuto.
I Pomo parlavano sette lingue diverse di alcune delle quali a tutt'oggi esistono solo poche documentazioni anche se i Pomo sopravvissuti cercano di preservarle assieme ad altri aspetti della loro cultura.

## Popolazione, demografia
Nel 1770 erano sopravvissuti circa 8000 Pomo.
Il censimento del 1910 contava 777 Pomo ma questa cifra era probabilmente sotto stimata.
Secondo l'antropologo Alfred L. Kroeber, nel 1910 i Pomo erano 1200.
Nel censimento del 1930 risultavano 1143 Pomo.
Gli Stati Uniti riconobbero i Pomo come tribù identificata federalmente e diedero loro uno statuto speciale.
I gruppi di Pomo sono attualmente concentrati nelle contee californiane di Sonoma, Lake e Mendocino.
Includono tra gli altri i seguenti gruppi:
- Lytton Band,
- Cloverdale Band,
- Dry Creek Band,
- Guidiville Band,
- Manchester-Point Arena Band,
- Coyote Valley Band,
- Hopland Band,
- Big Valley Band, et
- Kashia Band.